# Beverly Farms
Beverly Farms est un quartier comprenant la partie orientale de la ville de Beverly, dans le Massachusetts. Il s'agit d'une communauté en bordure d'océan Atlantique avec une population d'environ 7 900 habitants qui s'étend de la frontière de Manchester-by-the-Sea à une autre section de Beverly connue sous le nom de Prides Crossing. Cette zone fait partie de la région North Shore (en) du Massachusetts, à environ 30 kilomètres au nord de Boston.

## Histoire
Beverly Farms et le quartier adjacent de Prides Crossing sont à l'origine des communautés agricoles. À la fin du XVIIIe et au début du XIXe siècle, les riches résidents de Boston, Philadelphie, Chicago, Washington D.C. et New York construisent des chalets d'été le long du bord de mer,. Ces propriétés sont de la taille et de l'envergure de celles de Newport, dans le Rhode Island, bien qu'il ne reste aujourd'hui dans le quartier que quelques manoirs d'origine. De nombreuses personnes immigrent depuis l'Écosse, l'Irlande ou l'Italie, formant des communautés différentes, à la fois culturellement et religieusement, ce qui explique les différentes églises de la ville.
En 1887, Beverly Farms demande, sans succès; à la législature du Massachusetts de se constituer en ville.
Au milieu du XXe siècle, Beverly Farms ressemble à une petite ville, quelque peu isolée du reste de Beverly et culturellement liée à Prides Crossing. Un certain nombre de quartiers ouvriers sont apparus autour de la ville. En 2021, 82 % des personnes actives occupent des emplois de cols blancs, et 18 % des emplois de cols bleus.
La ville de Beverly Hills, en Californie, est nommée en 1907 d'après Beverly Farms, qui est un lieu de vacances du président des États-Unis de l'époque, William Howar Taft,.

## Gouvernement et entreprises

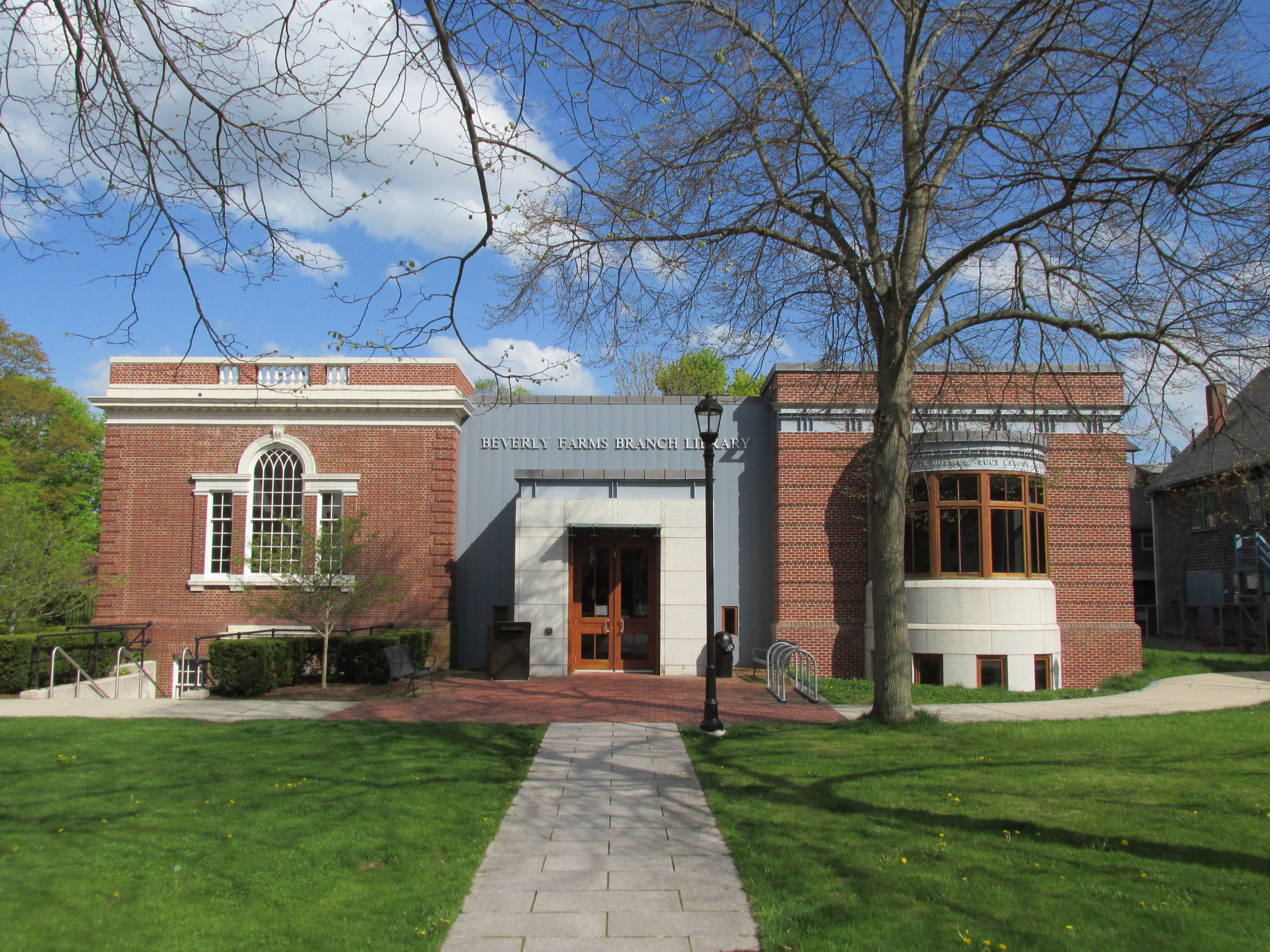
Une vue de la bibliothèque publique de Beverly Farms.

La communauté est desservie par trois églises : L'église episcopale St. John, dont le retable a été sculpté par l'artiste Hildreth Meiere, l'église baptiste North Shore et l'église catholique St. Margaret d'Écosse, conçue par l'architecte William Ralph Emerson. Parmi les autres bâtiments publics, on trouve un centre communautaire, une caserne de pompiers, une gare du train de banlieue MBTA et une branche récemment agrandie de la bibliothèque publique de Beverly.

## Mode de vieBenjamin Thomas (politician)

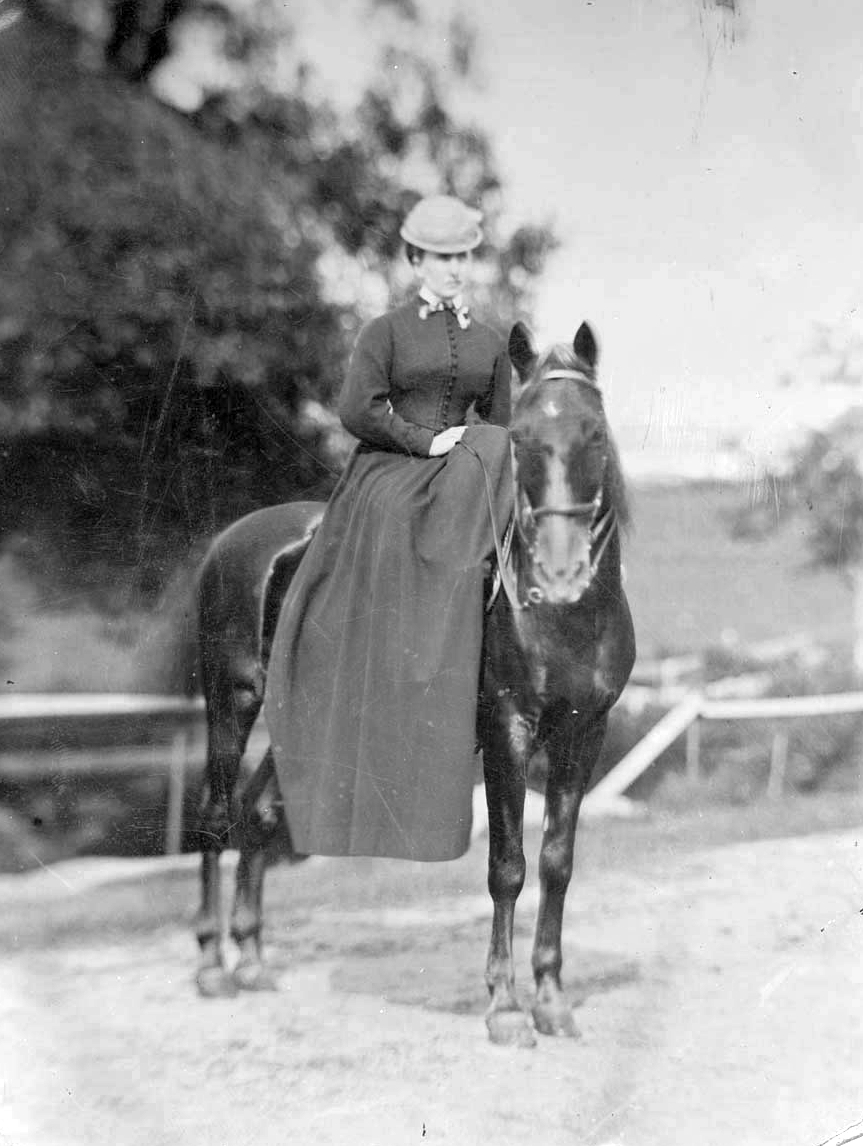
Marian Hooper Adams à cheval à Beverly Farms.

La vie à Beverly Farms est calme en hiver, mais devient de plus en plus active lorsque la météo se réchauffe. La plupart de ces activités estivales se déroulent sur la plage communautaire locale, West Beach : elle appartient aux résidents de Beverly Farms et de Prides Crossing ; les résidents actuels et anciens de ces quartiers ont droit à des permis de plage, qui leur permettent d'accéder à West Beach (les non-résidents doivent demander un permis d'accès ; la période d'attente est d'environ six à dix ans, en raison de la taille limitée de l'installation).
La période la plus active de Beverly Farms est la période des vacances de la fête nationale américaine, le 4 juillet. Une organisation privée de résidents collecte chaque année plus de 60 000 dollars par le biais de collectes de fonds pour permettre la mise en place d'un programme d'activités tout au long du week-end, comprenant des danses communautaires, des événements pour les enfants, des matchs de softball et la célèbre parade des "Horribles". La célébration de la fête culmine avec un feu d'artifice à West Beach devant une foule d'environ dix mille personnes.

## Résidents notables
- Catherine Eddy Beveridge (en), socialite

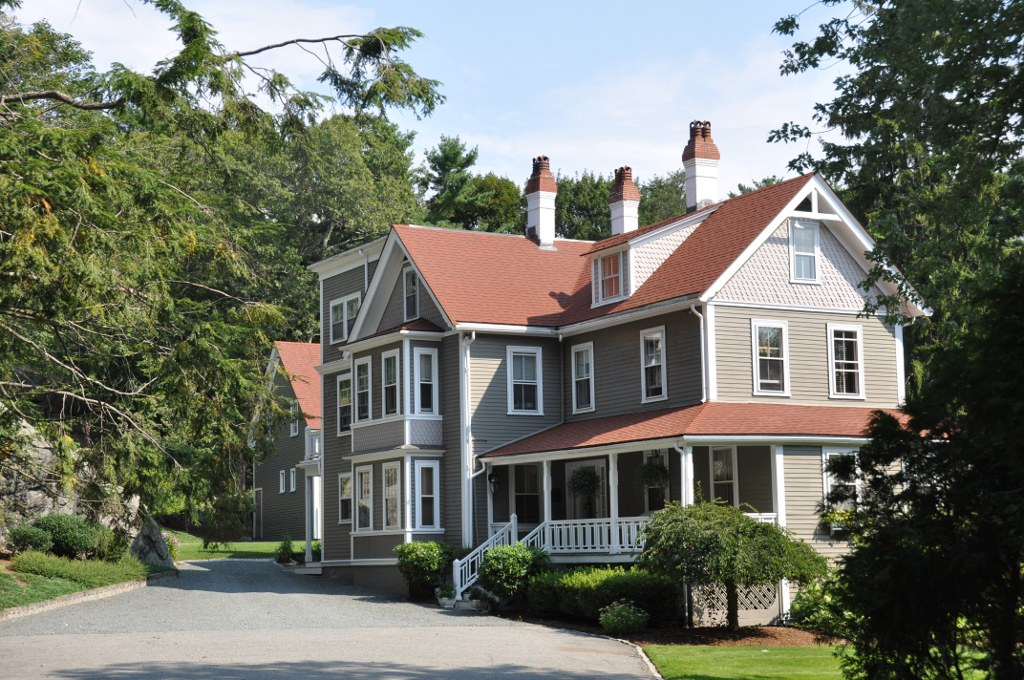
La résidence d'Oliver Wendell Holmes est inscrite sur la liste du registre national des lieux historiques.

- Oliver Wendell Holmes, Jr., juge associé de la Cour suprême des États-Unis
- Levi Leiter (en), détaillant et fondateur de Marshall Field & Company
- Alice Bolam Preston (en), illustratrice
- Robert Seamans, ingénieur en aérospatiale et 9e secrétaire de l'Armée de l'air
- Benjamin Thomas (en), membre du Congrès et juge associé de la Cour suprême du Massachusetts
- John Updike, romancier salué comme « l'un des grands écrivains américains du XXe siècle »
- Chris Van Allsburg, auteur
- Bradford Torrey, ornithologue

## Voir également
- Beverly, Massachusetts
- Beverly Hills, Californie